# Edward R. Pressman
Pour les articles homonymes, voir Pressman.
Edward R. Pressman, né le 11 avril 1943 à New York et mort à Los Angeles le 17 janvier 2023, est un producteur de cinéma américain.

## Biographie
Edward Rambach Pressman nait le 11 avril 1943 à New York. Il est le fils de Lynn Pressman Raymond (en) et de Jack Pressman, fondateur de Pressman Toy Corporation.
Diplômé en philosophie de l'université Stanford, Edward R. Pressman étudie ensuite à la London School of Economics. Producteur éclectique, il s'est fait une spécialité de découvrir de nouveaux talents et a contribué à lancer les carrières de Brian De Palma, Terrence Malick, Oliver Stone et Kathryn Bigelow. En 1989, il est nommé chevalier de l'ordre des Arts et des Lettres pour sa contribution au cinéma mondial et son soutien au cinéma français.
En 2011 il préside le jury du Festival international du film de Tokyo.

### Mort
Il meurt à Los Angeles le 17 janvier 2023, à l'âge de 79 ans,. Sa mort est confirmée par sa société.

### Vie privée
Il a été marié à l'actrice Annie McEnroe. Leur fils Sam (né en 1987) est producteur de films.

## Filmographie
- 1969 : Out of It de Paul Williams
- 1970 : The Revolutionary de Paul Williams
- 1972 : Dealing: Or the Berkeley-to-Boston Forty-Brick Lost-Bag Blues de Paul Williams
- 1972 : Sœurs de sang (Sisters) de Brian De Palma
- 1973 : La Balade sauvage (Badlands) de Terrence Malick (producteur délégué)
- 1974 : Phantom of the Paradise de Brian De Palma
- 1978 : La Taverne de l'enfer (Paradise Alley) de Sylvester Stallone (producteur délégué)
- 1979 : Old Boyfriends (en) de Joan Tewkesbury
- 1979 : Victoria de Bo Widerberg
- 1980 : Heart Beat de John Byrum
- 1981 : La Main du cauchemar (The Hand) d'Oliver Stone
- 1981 : Le Bateau (Das Boot) de Wolfgang Petersen (producteur délégué)
- 1982 : Conan le Barbare (Conan the Barbarian) de John Milius (producteur délégué)
- 1983 : The Pirates of Penzance de Wilford Leach
- 1983 : Flicks de Peter Winograd et Kirk Henderson
- 1984 : Conan le Destructeur (Conan the Destroyer) de Richard Fleischer
- 1985 : Mort sur le grill (Crimewave ) de Sam Raimi
- 1985 : Plenty de Fred Schepisi
- 1986 : Escort Girl (Half Moon Street) de Bob Swaim
- 1986 : True Stories de David Byrne
- 1987 : Good Morning Babilonia de Paolo et Vittorio Taviani (producteur délégué)
- 1987 : Les Maîtres de l'univers (Masters of the Universe) de Gary Goddard (producteur délégué)
- 1987 : Cherry 2000 de Steve De Jarnatt
- 1987 : Walker d'Alex Cox
- 1987 : Wall Street d'Oliver Stone
- 1988 : Paris by Night de David Hare
- 1988 : Conversations nocturnes (Talk Radio) d'Oliver Stone
- 1989 : Martians Go Home de David Odell
- 1990 : To Sleeping with Anger de Charles Burnett
- 1990 : Blue Steel de Kathryn Bigelow
- 1990 : Waiting for the Light de Christopher Monger
- 1990 : Le Mystère von Bülow (Reversal of Fortune) de Barbet Schroeder
- 1990 : Stranger in the House de Terence Stamp
- 1991 : Iron Maze de Hiroaki Yoshida
- 1991 : Homicide de David Mamet
- 1991 : Year of the Gun, l'année de plomb (Year of the Gun) de John Frankenheimer
- 1992 : Bad Lieutenant d'Abel Ferrara
- 1992 : Storyville de Mark Frost
- 1992 : Hoffa de Danny DeVito
- 1993 : Une épouse trop parfaite (Dream Lover) de Nicholas Kazan
- 1994 : The Crow d'Alex Proyas
- 1994 : Street Fighter de Steven E. de Souza
- 1995 : Judge Dredd de Danny Cannon (producteur délégué)
- 1996 : City Hall de Harold Becker
- 1996 : L'Île du docteur Moreau (The Island of Dr. Moreau) de John Frankenheimer
- 1996 : The Crow, la cité des anges (The Crow: City of Angels) de Tim Pope
- 1997 : The Blackout d'Abel Ferrara
- 1997 : L'Invitée de l'hiver (The Winter Guest) d'Alan Rickman
- 1997 : Two Girls and a Guy de James Toback
- 1998 : Endurance (c) de Leslie Woodhead et Bud Greenspan
- 1998 : New Rose Hotel d'Abel Ferrara
- 1998 : Légionnaire (Legionnaire) de Peter MacDonald
- 1999 : Black and White de James Toback
- 1999 : Nichts als die Wahrheit de Roland Suso Richter
- 2000 : American Psycho de Mary Harron
- 2000 : The Crow 3: Salvation (The Crow: Salvation) de Bharat Nalluri
- 2000 : The Endurance: Shackleton's Legendary Antarctic Expedition (documentaire) de George Butler
- 2000 : Happy Times (幸福时光, Xingfu shiguang) de Zhang Yimou
- 2000 : Wendigo de Larry Fessenden
- 2000 : Harvard Story (Harvard Man) de James Toback (producteur délégué)
- 2002 : The Guys de Jim Simpson
- 2003 : Lady Chance (The Cooler) de Wayne Kramer (producteur délégué)
- 2003 : Party Monster de Fenton Bailey et Randy Barbato
- 2003 : The Hebrew Hammer de Jonathan Kesselman
- 2003 : Mister Cash de Richard Kwietniowski
- 2003 : Love Object de Robert Parigi
- 2003 : Rick de Curtiss Clayton
- 2004 : Never Die Alone d'Ernest R. Dickerson
- 2004 : The Beautiful Country de Hans Petter Moland
- 2004 : L'Autre Rive (Undertow) de David Gordon Green
- 2005 : The King de James Marsh
- 2005 : The Crow: Wicked Prayer de Lance Mungia
- 2005 : Thank You for Smoking de Jason Reitman (producteur délégué)
- 2006 : Leçons de conduite (Driving Lessons) de Jeremy Brock
- 2006 : Fur, Un portrait imaginaire de Diane Arbus (Fur: An Imaginary Portrait of Diane Arbus) de Steven Shainberg
- 2006 : Amazing Grace de Michael Apted
- 2006 : Sisters de Douglas Buck
- 2008 : The Mutant Chronicles (Mutant Chronicles) de Simon Hunter
- 2009 : Bad Lieutenant : Escale à La Nouvelle-Orléans (The Bad Lieutenant: Port of Call New Orleans) de Werner Herzog
- 2010 : Wall Street : L'argent ne dort jamais (Wall Street: Money Never Sleeps) d'Oliver Stone
- 2011 : The Moth Diaries de Mary Harron
- 2013 : Red Wing de Will Wallace
- 2015 : L'Homme qui défiait l'infini (The Man Who Knew Infinity) de Matt Brown
- 2015 : Reconquest of the Useless (documentaire) de Sammy Jack Pressman
- 2022 : Dalíland de Mary Harron
- 2024 : The Crow de Rupert Sanders